# East Bay Ray

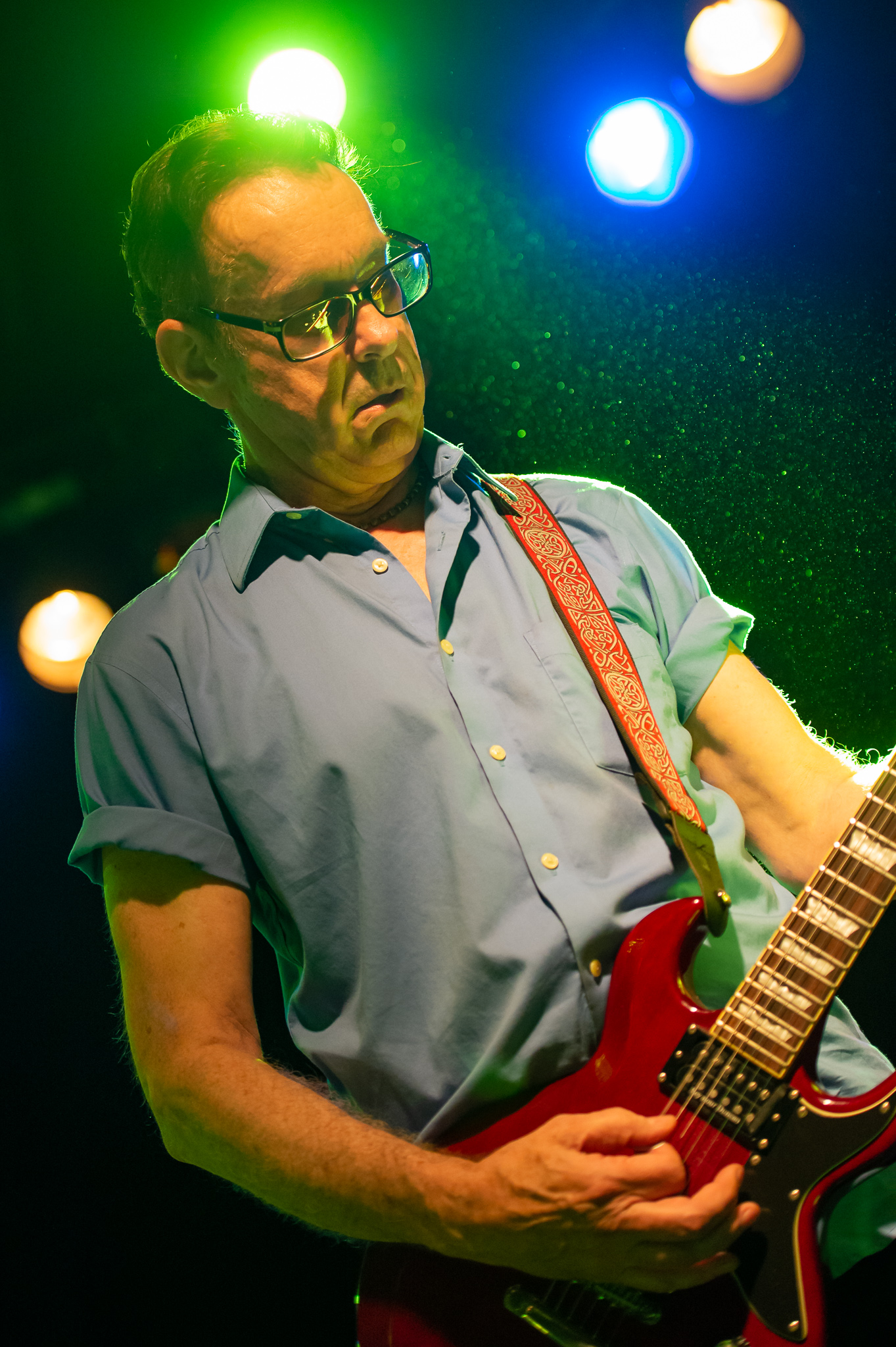
East Bay Ray (2019)

East Bay Ray (* 17. November 1958 in San Francisco, Kalifornien als Raymond John Pepperell) ist ein US-amerikanischer Punk-Gitarrist, der vor allem als Gründungsmitglied der Dead Kennedys bekannt wurde.

## Leben
Raymond John Pepperell wuchs als Sohn zweier Civil-Rights-Aktivisten in der Bay Area von San Francisco auf. Sowohl musikalisch als auch politisch hatten diese großen Einfluss auf Pepperells Entwicklung. Er begann recht früh Jazz, Country und Blues zu hören und sah schon in jungen Jahren Musiker wie Muddy Waters und Count Basie. Nach der High School wollte er Architekt werden und studierte Mathematik an der University of California, Berkeley. Bereits am College hatte er das Gitarrenspiel erlernt und spielte in diversen Bands in der Bay Area, wo er auch seinen Spitznamen East Bay Ray erhielt. Aus jener Zeit ist nur noch eine Single der Band Cruisin’ erhalten. Nach seinem Abschluss entdeckte er die Ramones sowie die Sex Pistols und begann, vermehrt Musik zu schreiben und zu spielen. Er suchte Mitmusiker über eine Anzeige und traf so auf Eric Boucher, später bekannt als Jello Biafra, und Klaus Flouride, mit denen er die Dead Kennedys gründete. Zusammen veröffentlichten sie von 1978 bis 1986 die Punkklassiker Fresh Fruit for Rotting Vegetables (1980), In God We Trust, Inc. (EP, 1981),  Plastic Surgery Disasters (1982), Frankenchrist (1985) und Bedtime for Democracy (1986). Er war auch mitbeteiligt an dem Independent-Label Alternative Tentacles sowie Decay Music, die sich um die Belange der Dead Kennedys kümmerten. Als sich die Dead Kennedys nach langen schwelenden Konflikten Mitte 1986 im Streit auflösten, ließ East Bay Ray nicht nur die Band hinter sich, sondern verließ auch Alternative Tentacles.
Nach dem Ende der Dead Kennedys spielte er Gitarre auf verschiedenen Alben diverser Bands, ohne jedoch irgendwo festes Bandmitglied zu werden. Bereits Anfang der 1980er begann er außerdem, als Musikproduzent zu arbeiten. Nach einem aufsehenerregenden Prozess um fehlerhafte Tantiemenzahlungen gehören ihm zusammen mit den restlichen ehemaligen Bandmitgliedern exklusive Jello Biafra die Rechte am Backkatalog der Dead Kennedys. Neben der Wiederveröffentlichung aller Alben außer dem Debütalbum, dessen Rechte bei Cherry Red Records liegen, veröffentlichte er auch die beiden Livealben Mutiny on the Bay und Live at the Deaf Club, die er remasterte. Seit 2001 leitet er außerdem eine Reunion der Dead Kennedys ohne Jello Biafra.

## Diskografie

### Soloprojekte
- 1984: Trouble in Town/Poison Heart (7’’, Alternative Tentacles)
- 1988: Trouble in Town (12’’, Gougnaf Mouvement)
- 2011: East Bay Ray and the Killer Smiles (MVD Audio)

### Mit Dead Kennedys
- siehe Dead Kennedys#Diskografie

### Als Gitarrist
- 1980: The Witch Trials – The Witch Trials (Alternative Tentacles)
- 1991: Skrapyard – Sex Is Sex (Alternative Tentacles, auch Produzent)
- 1994: Cheikha Rimitti – Sidi Mansour (Absolute Records)
- 1994: Cheikha Rimitti – Rah Jey (Single, Absolute Records)
- 1995: Screaming Bloody Marys – Get In, Get Off, Get Out (auch Produzent)
- 1995: Pearl Harbour – Here Comes Trouble (auch Mix und Mastering)
- 1996: Frenchy – Bumps & Grinds (Dionysus Records)
- 1997: Frenchy – Che’s Lounge (Dionysus Records)
- 1999: Gloria’s Head – Sex Is Back (auch Produzent)
- 2000: (hed)p.e. – Broke (Gastauftritt bei Waiting to Die, Music for Nations)
- 2000: Cell Block 5 – Push It
- 2008: Amanda Palmer – Who Killed Amanda Palmer (Gastauftritt bei Guitar Hero, Roadrunner Records)

### Als Produzent
- 1981: Social Unrest – Making Room for Youth (EP, Infra Red Records)
- 1981: Sampler – Let Them Eat Jellybeans (Mastering, Alternative Tentacles)
- 1981: Toxic Reasons: Ghost Town (EP, Risky Records)
- 1981: Tanks – Bongo Congo (7’’, Mastering, Capital Records)
- 1982: MDC – Millions of Dead Cops (Remix, Alternative Tentacles)
- 1982: Sampler – Rat Music for Rat People (Mastering, Go! Records)
- 1982: Social Unrest – Rat in a Maze (Libertine Records)
- 1982: Sampler – Not So Quiet on the Western Front (Mastering, Alternative Tentacles)
- 1984: Part Time Christians: Rock ’n’ Roll Is Disco (Alternative Tentacles)
- 1984: Sampler – Welcome to 1984 (Mastering, Maximumrocknroll)
- 1998: Cell Block 5 – King of Crowns
- 1999: No Alternative – Johnny Got His Gun '78-'82 (Mastering)
- 2000: Strychnine – Born Too Lose (Mastering)
- 2000: The Oozies – Nation Out of Hand (Mastering)

### Songwriting
- 1983: Siniestro Total – La Luna Sobre Marín auf No Somos de Monforte (7’’)
- 1984: JFA – Pipetruck auf Same
- 1997: Jumbo Shrimp – Mersey Beach und Trouble in Town auf Thingie